# Daniel Schick
 (août 2021).
Daniel Schick, né en 1959, est un animateur de radio et de télévision, réalisateur, écrivain et photographe français.

## Biographie
Daniel Schick est d'origine russe par son père et française par sa mère.

### Presse
Depuis le 21 janvier 2024, Daniel Schick imagine et écrit une page ART dans le journal La Tribune Dimanche.

### Carrière radiophonique
Sa carrière professionnelle débute à RFI alors qu'il étudie le droit à Nanterre. Il devient producteur et animateur régulier à partir de 1986. Il crée les émissions Tour de piste, Tour de passion et Le Chic chaud.
En 1992 sur France Musique, il présente les matinales Les Matins chics et À l'air libre où des musiciens ainsi que des mélomanes inattendus répondent à ses questions.
Il travaille ensuite avec Jacques Chancel sur France Inter puis sur Antenne 2 dans des émissions comme Les Vendanges et Faites comme chez vous. 
De 1993 à 1996 il anime sur France Inter l'émission À titre provisoire où il reçoit des personnalités venues des milieux artistiques, politiques, scientifiques, industriels ou sportifs. Il passe alors sur Europe 1 pour y réaliser le même type d'interview. À la rentrée 2005, il anime la tranche quotidienne d'Europe 1 entre 8 h 35 et 9 h. 
Fin 2008, il retrouve la radio avec Entrevue Schick sur France Info pendant les fêtes. L'été de la même année, il présente L'été, c'est chic en juillet et août sur la même station.
En 2012, il réalise un documentaire radiophonique sur la ville de Lausanne pour la collection Villes Mondes de France Culture.
Pendant l'été 2012, il anime les émissions Europe 1 Matin et Europe 1 soir pour y faire le portrait d'une personnalité chaque jour.

### Télévision
En 2001, on le retrouve sur France 3 dans Culture et dépendances, de Franz-Olivier Giesbert. Il est ensuite engagé pour animer le Cercle de minuit sur France 2. 
Sur France 2, il collabore durant la saison 2008-2009 à l'émission de Laurent Ruquier On n'a pas tout dit. Il fait venir sur le plateau de l'émission des chefs-d'œuvre  qu'il commente en direct. 
Durant l'été 2009, il présente Au cœur des festivals sur France 2 et Sous le soleil les étoiles en juillet 2010. Ces émissions sont tournée dans divers endroits,  dont le cabaret Sauvage à Paris, ou, aux Bouffes du Nord.
Entre novembre et décembre 2012, Daniel prépare pour l'ensemble du groupe France Télévisions une opération spéciale au cours de laquelle seront diffusés 25 entretiens courts avec des acteurs, l'
En 2013 est diffusé sur France Télévisions Acteur, vous avez dit acteur ?, une série de 25 entretiens courts qu'il a menés avec des comédiens. 

### Photographie
En 2004, il présente une exposition photo à la Maison européenne de la photographie, appelée Rétrovisions et publie au même moment aux éditions du Seuil Je, tu, île - Mes îles Saint-Louis comportant une centaine de photos ainsi que des textes.

### Réalisation
En 2008, Daniel Schick réalise son premier documentaire, consacré à Françoise Hardy : Françoise Hardy, des choses de la vie. Diffusé dans la collection « Empreintes » sur France 5. 
En 2009, il initie auprès de la mairie de Paris, le festival Paris en toutes lettres. L'objectif de ce projet appelé originellement « Paris paroles », consiste à faire vivre tout ce qui relève des mots dans différents lieux de la ville.
En 2010, 2011 et 2012, Daniel Schick, imagine les films Aux arts citoyens dont des Arts-moureux anonymes font découvrir des musées inattendus intiment liés au territoire sur lesquels ils sont implantés. Ces trois films mettent en scène les intervenants et jouent avec d'autres formes d'expressions artistiques comme le rap, la danse, la gastronomie ou la littérature. Chaque documentaire offre une place importante à des « arts-moureux » anonymes qui mettent en valeur « leur musée » et racontent « leur œuvre ». Les musiques originales de ces films ont été confiées successivement à Thomas Enhco, Jérémie Kisling puis Pascal Auberson.
En février 2013, Daniel Schick en réécrit les textes et imagine un nouveau cheminement. Ce nouvel opus est appelé « Aux Arts Citoyens, le choix des muses ». Les quatre films ont été diffusés lors d'une opération spéciale sur France 5 au printemps 2013. 

## Animateur à la télévision
- 1995 : Maman va adorer (TF1)
- 2007 - 2008 : On n'a pas tout dit (France 2)
- 2009 : Au cœur des festivals (France 2)
- 2010 : Sous le soleil les étoiles (France 2)
- 2010 : Ils ont osé ! - France 2
- 2018 - 2019 : Mag de la culture (Canal+)

## Réalisateur
- 2008 : Françoise Hardy, des choses de la vie, portrait pour la collection Empreintes de France 5

- 2010 : Aux arts citoyen I (France 5)
- 2011 : Aux arts citoyens II (France 5)
- 2012 : Aux arts citoyens III (France 5)
- 2013 : Acteur, vous avez dit acteur ? (France 5)
- 2013 : Aux arts citoyens - Le Choix des muses (France 5)
- 2013 : Tous avec Courbet (France 5)
- 2014 : InspirationS Rodin (France 5), diffusé en novembre 2015 à l'occasion de la réouverture du musée Rodin[13]
- 2015 : Ces Baisers-là (France 5)
- 2015 : Clim'ArtS, diffusé à l'occasion de la Conférence de Paris de 2015 sur le climat
- 2017 : Dégât des eaux, Histoire d'un homme

## Livres
- 2001 : J'ai voulu appeler maman pour lui dire ma mère est morte, Plon  (ISBN 978-2-259-19461-7)
- 2004 : Je, Tu, Île - Mes îles Saint-Louis, textes et photos, Éditions du Seuil  (ISBN 978-2-02-067296-2)
- 2017 : Avec Elle, Plon
- 2022 : Le grand baobab bleu, Albin Michel

## Distinctions
- Chevalier de l'ordre national du Mérite (2009)[14]